# Bezirk Zell am See

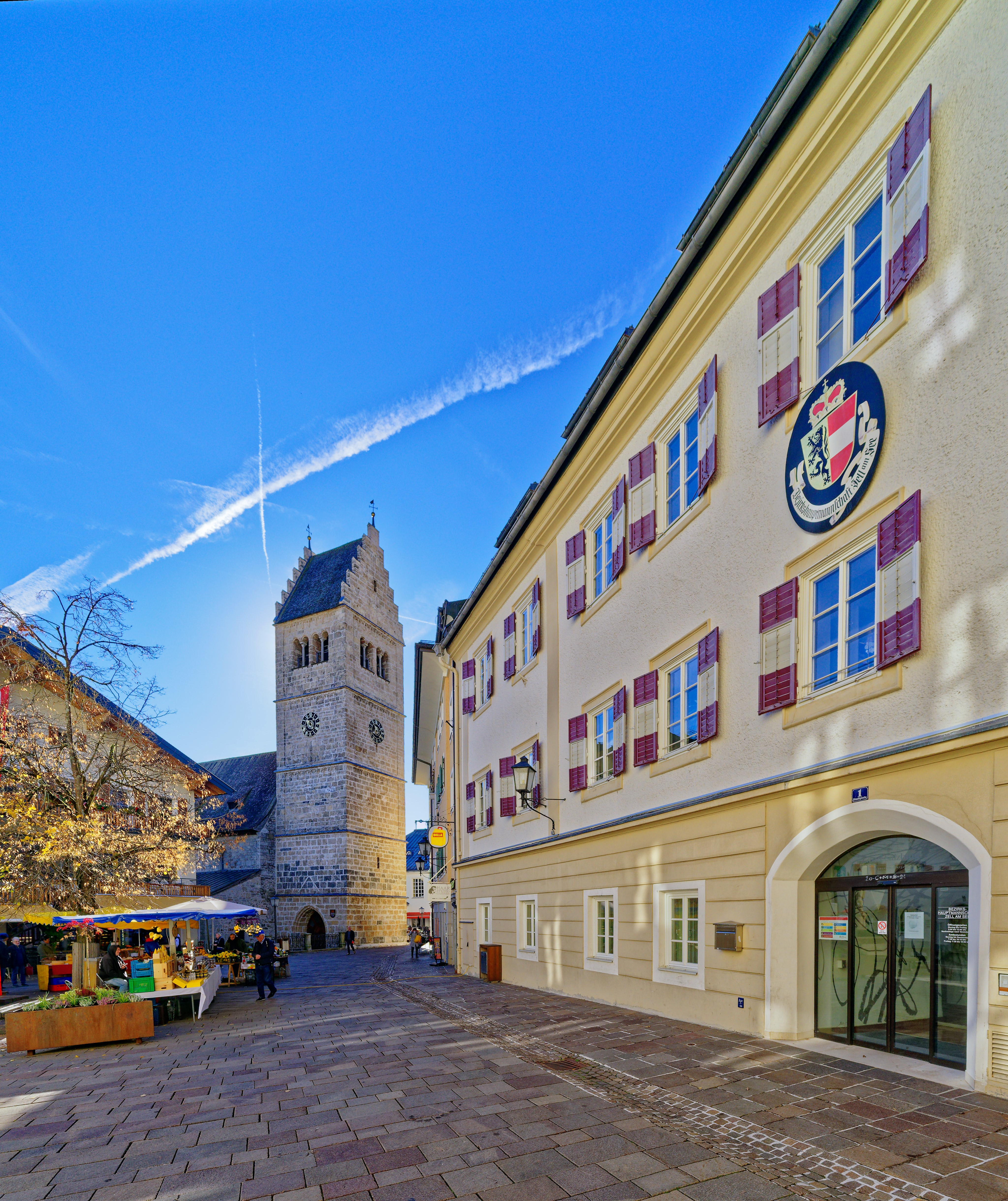
Bezirkshauptmannschaft in Zell am See

Der Bezirk Zell am See ist einer von sechs politischen Bezirken des Landes Salzburg. Er ist deckungsgleich mit dem Pinzgau, einem der fünf Gaue des österreichischen Bundeslandes (→ Land Salzburg/Landschaften).
Im Osten grenzt der Bezirk an den Pongau, im Westen an das Bundesland Tirol, im Norden an Bayern (Deutschland) und im Süden von Westen nach Osten an Südtirol (Italien), Osttirol und Kärnten.
Der Bezirk Zell am See ist der Fläche nach der drittgrößte Bezirk Österreichs. Mit seiner Größe von 2641 km² ist der Bezirk etwas größer als das Bundesland Vorarlberg.

## Namensherkunft
Das Wort Pinzgau ist von der mittelalterlichen Bezeichnung Bisonta (Bisontia) abgeleitet. In den Namen Pinzgau und Bisonta lebt bis heute der Name Isonta fort, die keltisch-lateinische Bezeichnung für den Oberlauf der Salzach. Isonta (auch Igonta) weist wiederum auf den Keltenstamm der Ambisonten hin. Im Mittelalter hieß Zell am See Cella in Bisontia (erstmals erwähnt 788/790 n. Ch.). Die Ambisonten (lateinisch Ambisontes) waren ein keltischer Stamm im Königreich Noricum. Als ihr Siedlungsgebiet wird der Bereich zwischen Salzach und Saalach (etwa der heutige Pinzgau) bis zum Zusammenfluss, sowie das Salzkammergut, angenommen. Eine Ableitung des Namens Pinzgau von den Binsen ist nicht schlüssig.

## Geschichte
Erste Spuren menschlicher Anwesenheit im Pinzgau wurden im nördlichen Pinzgau am Oberrainkogel nahe Unken entdeckt, sie reichen in die Zeit um 11.500 vor heute zurück. Die Begehung des Pinzgaus vom Süden darf aufgrund einzelner Fundstellen an Passwegen im Neolithikum vermutet werden.
Im 2. Jahrtausend v. Chr. trifft man mehrfach auf die Hinterlassenschaft einer alteuropäischen Bevölkerung im Zusammenhang mit Bergbau auf Kupfererze. Als erste namentlich bekannte Volksgruppe siedelten ab ca. 1000 v. Chr. die keltischen Ambisonten im Pinzgau.
In der Regierungszeit des römischen Kaisers Augustus wurden die Gebirgsregionen Teil des Römischen Reiches, der Pinzgau wurde der Provinz Noricum angegliedert. Aufgrund zahlreicher Großfunde (Deckenfresken von Saalfelden-Wiesersberg, „Schatzfund“ von Bruck an der Großglocknerstraße, Tafelgeschirr vom Fuchslehen in Zell am See, Passheiligtum am Hochtor, …) wurde sogar von einem „Hauch von Pompeji“ im Pinzgau gesprochen.
Ab dem 6. Jh. n. Chr. kam es zu einer schrittweisen Landnahme durch bajuwarische Stammesgruppen, in der Folge entwickelte sich eine Verwaltungsstruktur unter der Herrschaft des Herzogs von Bayern. Im Zusammenhang mit dem Investiturstreit kam es Ende des 11./Anfang des 12. Jahrhunderts zu einer Absetzung des Bayernherzogs und der Neubelehnung des Pinzgaus als Reichslehen (Königslehen) an die Grafen von Lechsgemünd (Landkreis Donau-Ries in Bayerisch-Schwaben).
Im Jahr 1207 erwarb der Salzburger Erzbischof Eberhard II. die alpinen Erbschaftsgüter der Lechsgemünder, die aus der Kaufmasse erwachsenen Kirchengüter in Stuhlfelden, Zell im Pinzgau und Taxenbach wurden in der Folge zur Ausstattung und Versorgung dem im Jahr 1217 begründeten Salzburger Eigenbistums Chiemsee inkorporiert. Mit der am 18. August 1228 von König Heinrich VII. an Erzbischof Eberhard II. ausgestellten Belehnungsurkunde begann die fast 600 Jahre lange, aber keineswegs konfliktfreie (mehrfache Bauernunruhen, Justizverbrechen, Protestantenvertreibungen, …) Regierungsgewalt der Salzburger Kirche über den Pinzgau.
Die Säkularisation des Erzstiftes Salzburg im Jahr 1803 fiel in die Zeit der Abwehrkämpfe gegen Französische Truppen an den Pinzgauer Pässen. Salzburg war in der Folge staatsrechtlich als Herzogtum Teil des österreichischen Kaiserstaates. Im Jahr 1809 wurde der Krieg durch Franzosen und Bayern nach 1797, 1800 und 1805 neuerlich in den Pinzgau getragen. Die für das habsburgische Erbland Tirol zuständige kaiserlich-königlich österreichische Intendantschaft und Andreas Hofer beauftragten einen gebürtigen Krimmler, den Windisch-Matreier Wirt Anton Wallner mit der Verteidigung der Salzburger Gebirgslande gegen die Invasoren.
Nachdem Salzburg ab 1810 für kurze Zeit unter bayerischer Verwaltung gestanden hatte, wurde das einstige Fürsterzbistum im Jahr 1816 der Österreichischen Monarchie zugeschlagen. Als Teil des Kronlandes „Österreich ob der Enns“ mit der Hauptstadt Linz ergaben sich auch für den Pinzgau zahlreiche Erschwernisse und Nachteile. Erst mit der Entstehung eines eigenen Kronlandes Salzburg 1848 konnte eine eigenen Landesverfassung, die auch eine Neuregelung der Landesverwaltung und die Einführung der Gemeindeordnung mit sich brachte, erstellt werden. Die Bezirkshauptmannschaft war 1850 bis 1854 in Saalfelden untergebracht und kam dann wieder nach Zell am See.
Ab 1875 brachte die Salzburg-Tiroler-Bahn für zahlreiche Kommunen im Pinzgau einen Aufschwung. Unter dem in Thumersbach bei Zell am See heimisch gewordenen preußischen Gutsbesitzer Rudolf Ehrenfried Riemann kam es zu einer weitreichenden touristischen Erschließung. Wie auch anderswo war die Zeit des Ersten Weltkrieges und die Zwischenkriegszeit im Pinzgau von großen Gegensätzen, Aggressionen und parteipolitischem Lagerdenken geprägt. Zahlreiche Pinzgauer Gemeinden deklarierten sich zu arischen Sommerfrischen, jüdischer Besitz wurde enteignet.
Im Laufe des Zweiten Weltkrieges wurden im Pinzgau drei KZ-Außenlager (Fischhorn, Weißsee, Mittersill) eingerichtet. Gegen Kriegsende suchten tausende Menschen vor dem Heranrücken der Fronten im Pinzgau Zuflucht, darunter befanden sich auch die Oberkommanden der Wehrmacht und der Luftwaffe. Die von führenden Nationalsozialisten propagierte Alpenfestung erwies sich allerdings als Trugbild.
Von den in den 1950er und 1960er Jahren beginnenden Wirtschaftswunderjahren profitierte auch der Pinzgau in hohem Maße. Neben manchen Leitbetrieben war es vor allem der Dienstleistungssektor, der nun deutlich mehr Menschen erlaubte, im Pinzgau zu leben. Als wichtiger Indikator des wachsenden Wohlstandes erwies sich insbesondere auch der Aufschwung des Wintersports.

## Geographie

### Täler der Salzach und der Saalach
Landschaftlich umfasst der Pinzgau die Einzugsgebiete der oberen Salzach (vom Gerlospass bis zur Einmündung der Gasteiner Ache) und der oberen Saalach (von Saalbach-Hinterglemm bis zur deutschen Grenze am Steinpass). Die Saalach durchfließt nach dem Verlassen des Glemmtales ein sich in nord-südlicher Richtung erstreckendes, zum oberen Salzachtal hin offenes Becken, in dem die Stadt Zell am See im Süden und die Stadt Saalfelden im Norden liegen. Bei Maishofen, das sich zwischen diesen beiden Städten befindet, liegt die Wasserscheide zwischen der Saalach (hier 757 m Meereshöhe) und dem nur dreieinhalb Kilometer entfernten, nach Süden zur Salzach entwässernden Zeller See (750 m Meereshöhe) weniger als zehn Höhenmeter über der Saalach.

### Berggruppen
Von den Hohen Tauern gehört die Glocknergruppe zum Pinzgau. Weiters hat der Bezirk Anteil an den Mitteralpen um das Glemmtal, am Steinernen Meer, an den Dientener Bergen und an den Loferer Steinbergen. Die Leoganger Steinberge umfasst er fast vollständig.
Der Pinzgauer Höhenweg ist ein über Berge führender Weitwanderweg, der von Obertauern (Bezirk St. Johann im Pongau) über Zell am See nach Westen in die Kitzbüheler Alpen führt und in Tirol fortgesetzt wird.

### Landschaftliche Gliederung
Zum Oberpinzgau gehören alle Gemeinden des alten Gerichtsbezirkes Mittersill von Krimml im Westen bis Niedernsill. Nach Piesendorf schließt sich der Salzach abwärts der Unterpinzgau an, mit Kaprun, Zell am See, Bruck, Fusch, Taxenbach, Rauris und Lend. Der Mitterpinzgau umfasst die Gemeinden nördlich von Zell am See, dem Lauf der Saalach folgend, mit den Leoganger Steinbergen, Dientener Berge, Steinernem Meer, und dem Saalfeldener Becken.

## Angehörige Gemeinden

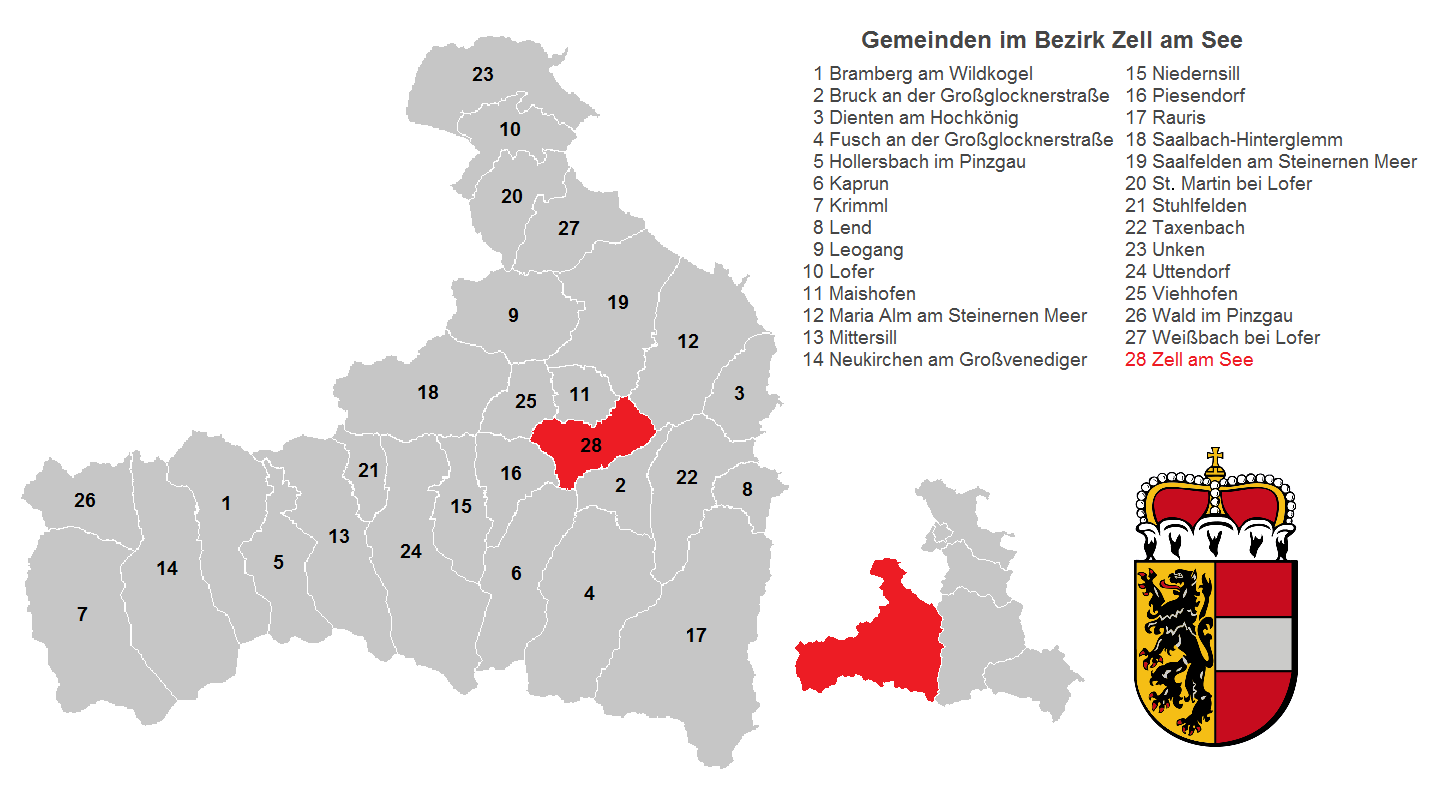
Gemeinden des Bezirks Zell am See

Der Bezirk Zell am See nimmt auf einer Fläche von 2.641,22 km² den gesamten Südwesten des Bundeslandes ein und umfasst 28 Gemeinden, zu denen drei Städte und vier Marktgemeinden gehören. Die Einwohnerzahlen stammen vom 1. Jänner 2025
| Gemeinde                        | Lage | Ew     | km²    | Ew / km² | Gerichtsbezirk | Region        | Typ             | Metadaten         |
| ------------------------------- | ---- | ------ | ------ | -------- | -------------- | ------------- | --------------- | ----------------- |
| Bramberg am Wildkogel           |      | 4.121  | 117,34 | 35       | Zell am See    | Oberpinzgau   | Gemeinde        | Gem.Kennz.: 50601 |
| Bruck an der Großglocknerstraße |      | 4.920  | 45,77  | 107      | Zell am See    | Unterpinzgau  | Gemeinde        | Gem.Kennz.: 50602 |
| Dienten am Hochkönig            |      | 723    | 49,76  | 15       | Zell am See    | Unterpinzgau  | Gemeinde        | Gem.Kennz.: 50603 |
| Fusch an der Großglocknerstraße |      | 746    | 158,14 | 4,7      | Zell am See    | Unterpinzgau  | Gemeinde        | Gem.Kennz.: 50604 |
| Hollersbach im Pinzgau          |      | 1.230  | 76,89  | 16       | Zell am See    | Oberpinzgau   | Gemeinde        | Gem.Kennz.: 50605 |
| Kaprun                          |      | 3.158  | 100,51 | 31       | Zell am See    | Oberpinzgau   | Gemeinde        | Gem.Kennz.: 50606 |
| Krimml                          |      | 821    | 169,24 | 4,9      | Zell am See    | Oberpinzgau   | Gemeinde        | Gem.Kennz.: 50607 |
| Lend                            |      | 1.288  | 29,40  | 44       | Zell am See    | Unterpinzgau  | Gemeinde        | Gem.Kennz.: 50608 |
| Leogang                         |      | 3.582  | 90,29  | 40       | Zell am See    | Mitterpinzgau | Gemeinde        | Gem.Kennz.: 50609 |
| Lofer                           |      | 2.107  | 55,64  | 38       | Zell am See    | Mitterpinzgau | Markt- gemeinde | Gem.Kennz.: 50610 |
| Maishofen                       |      | 3.667  | 29,54  | 124      | Zell am See    | Mitterpinzgau | Gemeinde        | Gem.Kennz.: 50611 |
| Maria Alm am Steinernen Meer    |      | 2.265  | 125,43 | 18       | Zell am See    | Mitterpinzgau | Gemeinde        | Gem.Kennz.: 50612 |
| Mittersill                      |      | 5.723  | 131,98 | 43       | Zell am See    | Oberpinzgau   | Stadt- gemeinde | Gem.Kennz.: 50613 |
| Neukirchen am Großvenediger     |      | 2.685  | 165,87 | 16       | Zell am See    | Oberpinzgau   | Markt- gemeinde | Gem.Kennz.: 50614 |
| Niedernsill                     |      | 2.860  | 56,54  | 51       | Zell am See    | Oberpinzgau   | Gemeinde        | Gem.Kennz.: 50615 |
| Piesendorf                      |      | 3.863  | 50,97  | 76       | Zell am See    | Oberpinzgau   | Gemeinde        | Gem.Kennz.: 50616 |
| Rauris                          |      | 3.084  | 253,14 | 12       | Zell am See    | Unterpinzgau  | Markt- gemeinde | Gem.Kennz.: 50617 |
| Saalbach-Hinterglemm            |      | 2.881  | 125,47 | 23       | Zell am See    | Mitterpinzgau | Gemeinde        | Gem.Kennz.: 50618 |
| Saalfelden am Steinernen Meer   |      | 17.299 | 118,34 | 146      | Zell am See    | Mitterpinzgau | Stadt- gemeinde | Gem.Kennz.: 50619 |
| St. Martin bei Lofer            |      | 1.218  | 63,57  | 19       | Zell am See    | Mitterpinzgau | Gemeinde        | Gem.Kennz.: 50620 |
| Stuhlfelden                     |      | 1.554  | 29,73  | 52       | Zell am See    | Oberpinzgau   | Gemeinde        | Gem.Kennz.: 50621 |
| Taxenbach                       |      | 2.828  | 88,24  | 32       | Zell am See    | Unterpinzgau  | Markt- gemeinde | Gem.Kennz.: 50622 |
| Unken                           |      | 2.034  | 108,81 | 19       | Zell am See    | Mitterpinzgau | Gemeinde        | Gem.Kennz.: 50623 |
| Uttendorf                       |      | 3.064  | 167,97 | 18       | Zell am See    | Oberpinzgau   | Gemeinde        | Gem.Kennz.: 50624 |
| Viehhofen                       |      | 598    | 38,62  | 15       | Zell am See    | Mitterpinzgau | Gemeinde        | Gem.Kennz.: 50625 |
| Wald im Pinzgau                 |      | 1.132  | 69,24  | 16       | Zell am See    | Oberpinzgau   | Gemeinde        | Gem.Kennz.: 50626 |
| Weißbach bei Lofer              |      | 416    | 69,60  | 6        | Zell am See    | Mitterpinzgau | Gemeinde        | Gem.Kennz.: 50627 |
| Zell am See                     |      | 10.227 | 55,17  | 185      | Zell am See    | Mitterpinzgau | Stadt- gemeinde | Gem.Kennz.: 50628 |

Die Gemeinden bestehen aus einer oder mehreren Katastralgemeinden und untergliedern sich in Ortschaften.

## Verkehr
Da der Pinzgau nördlich von Lofer an Deutschland sowie auf dem Alpenhauptkamm (Kamm der Hohen Tauern) im Bereich der Venedigergruppe und des Zillertaler Hauptkamms an Italien grenzt, führen alle innerösterreichischen Verkehrswege von und nach Nordtirol und Vorarlberg durch diesen Bezirk. Seit 1873/75 wurde er durch die Salzburg-Tiroler-Bahn erschlossen. Der transalpine Verkehr zwischen Deutschland und Italien berührt das Gebiet aufgrund der schweren Überwindbarkeit der Hohen Tauern dagegen erst seit dem Bau der Großglockner-Hochalpenstraße im Jahre 1935. Eine weitere wichtige Nord-Süd-Verbindung wurde 1967 nach Osttirol mit der Eröffnung des Felbertauerntunnels geschaffen.

## Kultur
Der Pinzgau, als Teil des Innergebirgs, hat eine recht eigenständige Volkskultur. In der Dialektsprache, dem Pinzgauerisch, eine Unterform des Mittelbairischen, mischen sich die Salzburgischen Elemente, die dem Pongauerischen verwandt sind, mit westlichen Tiroler Elementen, im Oberpinzgau mit Südbairischem (süd-/osttirolischem) Einfluss.
Das Heilwissen der Pinzgauerinnen, gesammeltes Wissen rund um die Heilmittel und deren praktische Anwendung im Pinzgau (eine Liste mit 106 Heilmitteln, deren Indikationen und Wirkungen ist erfasst), wurde 2010 als Immaterielles Welterbe, wie es die UNESCO deklariert, in die Österreichliste (Nationales Kulturgut) aufgenommen. Ebenso fand das Hundstoaranggeln am Hohen Hundstein darin Aufnahme, ein Kampfritual (Ranggeln) und eine der ältesten Sportarten, die im Alpenraum ausgetragen wird.